# زنبق لازستانی
زنبق لازستانی (نام علمی: Iris lazica) نام یک گونه از سرده زنبق است.